# Domenico Guerri
Domenico Guerri (Anghiari, 20 gennaio 1880 – Firenze, 21 giugno 1934) è stato un critico letterario italiano.

## Biografia
I suoi genitori furono Guido Guerri e Prisca Vignoli.
Come studioso di Dante Alighieri e della letteratura italiana delle origini, fornì importanti contributi di carattere filologico. Su invito di Benedetto Croce, curò una nuova edizione della Divina Commedia (Laterza, Bari 1933) e delle Commento del Boccaccio a Dante (Laterza, Bari 1926), del quale mise fortemente in dubbio l'autenticità.
La sua opera più celebre è però quella dedicata a La corrente popolare del Rinascimento. Berte, burle e baie nella Firenze del Brunellesco e del Burchiello, in appendice al quale Guerri pubblica l'Acquettino, poemetto in 4 capitoli e proemio, composto in terzine dantesche, opera forse del 1406 composta in vituperium nei confronti di Giovanni di Gherardo da Prato. Inoltre in questo saggio, e poi in alcuni articoli apparsi sulla rivista "La Nuova Italia" (Dal «gagno» d'Alighiero a Fra Timoteo, II, 12, 20 dicembre 1931; Ancora il «gagno» d'Alighiero, III, 12, 20 dicembre 1932; Per la storia di «Monna Tessa», IV, 7, 20 luglio 1933; Elementi del “Decameron” nel primo sonetto d'“Alighiero” con Bicci, V, 4-5, 20 aprile - 20 maggio 1934; tutti raccolti nel volume Scritti danteschi e d'altra letteratura antica) ha avanzato l'ipotesi della non autenticità della tenzone di Dante Alighieri con Forese Donati, giudicandola un falso del Quattrocento.